# Edna Worthley Underwood
Edna Worthley Underwood (ur. 13 stycznia 1873 w Phillips, zm. 14 czerwca 1961 w Arkansas City) – amerykańska pisarka i poetka, tłumaczka sonetów Adama Mickiewicza.

## Biografia
Edna Worthley urodziła się w Phillips w stanie Maine 13 stycznia 1873 roku. W 1888 roku ukończyła Arkansas City High School. Studiowała na Uniwersytecie Michigan w Ann Arbor. Studia ukończyła w 1892 roku. W 1897 roku wyszła za mąż za Roberta Earla Underwooda. Następnie mieszkała w Nowym Jorku. Pisała prozę i utwory liryczne, także tłumaczyła. W 1917 roku nakładem oficyny Paul Elder and Company ukazało się jej tłumaczenia sonetów Adama Mickiewicza – Sonnets from the Crimea. Underwood zmarła w Arkansas City 14 czerwca 1961 roku.